# Stapurewa
Stapurewa (biał. Стапурэва; ros. Стопурево, Stopuriewa) – wieś na Białorusi, w obwodzie witebskim, w rejonie orszańskim, w sielsowiecie Mieżawa.